# Pak Ui-chun
Pak Ui-Chun (nacido en 1932) es un diplomático y político norcoreano.
Fue Ministro de Relaciones Exteriores de Corea del Norte entre mayo de 2007 y abril de 2014, cuando fue reemplazado por Ri Su-yong. Había sido nombrado en el cargo como reemplazo de Paek Nam-sun, fallecido en enero de 2007.
Comenzó su carrera diplomática en 1972 en Camerún, y se desempeñó como embajador de Corea del Norte en Argelia, Siria y Líbano. De 1989 a 2007, fue embajador en Rusia. También ha sido miembro del presidium de la Asamblea Suprema del Pueblo desde 1998.